# Terminal Rodoviário de Londrina
O Terminal Rodoviário José Garcia Villar, nome oficial do Terminal Rodoviário de Londrina, teve seu projeto original executado pelo arquiteto Oscar Niemeyer, sofrendo algumas modificações quando da sua inauguração pelo prefeito de Londrina, Wilson Moreira, em 25 de junho de 1988.
A construção foi toda feita em zinco. Seu formato é circular, e no centro o teto possui uma abertura que está sobre um jardim, ao redor do qual estão localizados os guichês das empresas para a venda de passagens. As demais funcionalidades desta rodoviária também situam-se no mesmo local (como a praça de alimentação, lojas e afins).
As plataformas, para embarque e desembarque de passageiros, estão localizadas na parte externa do citado círculo.

## Infraestrutura

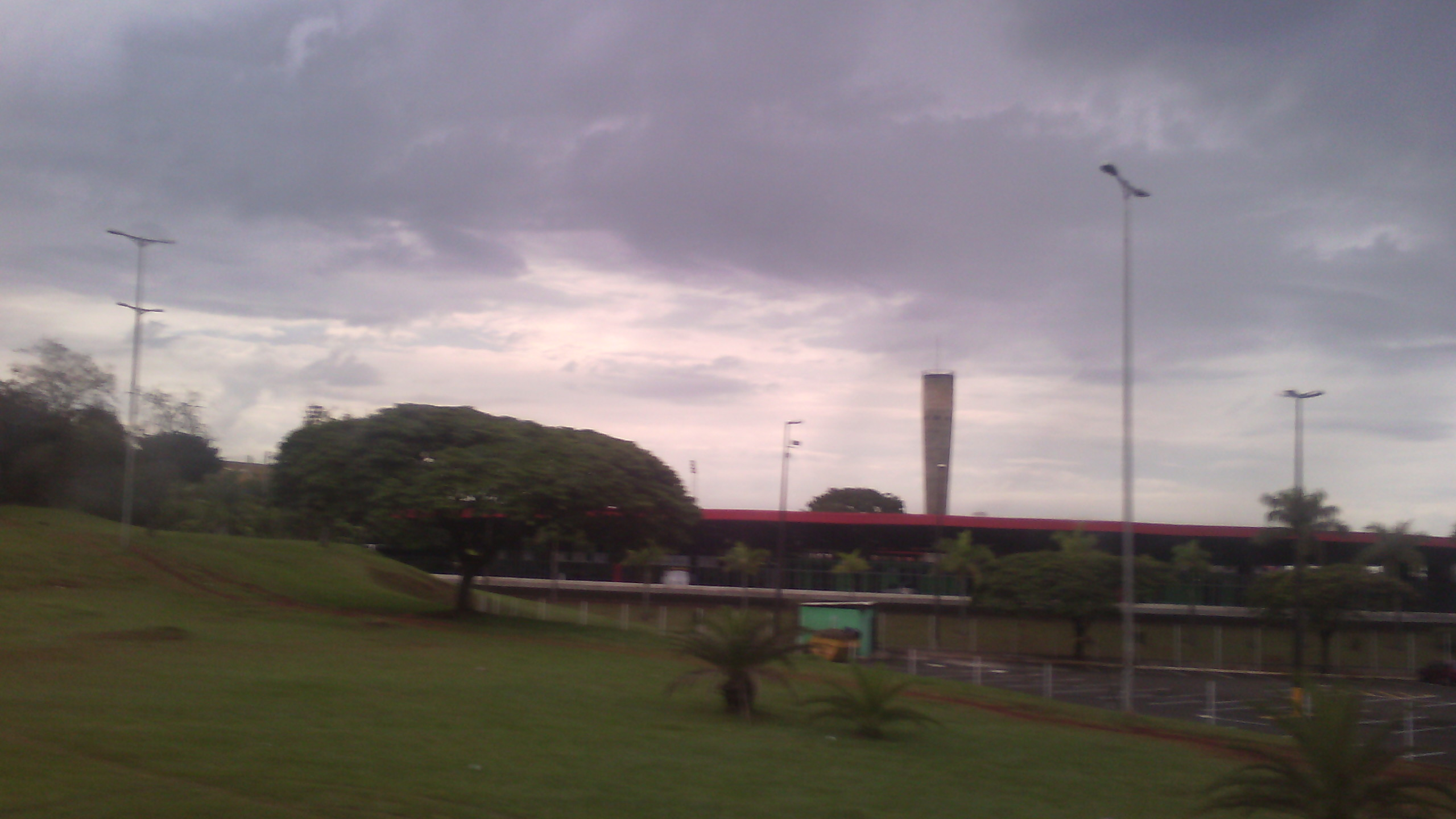
Terminal Rodoviário de Londrina, visto a partir da Avenida Dez de Dezembro (20/04/2017).

O Terminal Rodoviário de Londrina possui 55 plataformas para embarque e desembarque dos passageiros. Além disto, possui 32 lojas fixadas nos sete espaços comerciais ali existentes.
A rodoviária é atendida por 17 empresas que operam linhas de caráter estadual e interestadual. O local também serve como parada dos ônibus que atendem a cidade de Londrina e sua região, sendo quatro linhas metropolitanas e uma urbana. Perfaz-se, assim, o total de 21 empresas que ali atendem.

## Ponto turístico
Esta rodoviária é considerada como sendo um dos cartões postais oficiais da cidade de Londrina.
Sua construção e localização muito auxiliam nesta perspectiva local. Soma-se a isso a possibilidade de obter belas imagens, tanto a partir desta rodoviária como tendo a mesma mais ao horizonte.